# Réunion
Réunion (Frans: La Réunion) is een eiland en Frans overzees departement in Afrika ten oosten van Madagaskar en ten westen van Mauritius. Een oude benaming, die in 1848 werd afgeschaft, is Île Bourbon.
Het toentertijd onbewoonde Réunion werd in 1513 ontdekt door de Portugezen. De huidige bevolkingsmix is ontstaan vanaf de 17e eeuw toen het eiland door Fransen, Afrikanen, Chinezen, Maleisiërs en Indiërs werd bevolkt. Tot de opening van het Suezkanaal was het een belangrijke stop onderweg naar Oost-Indië. Vandaag de dag is het eiland Réunion een modern en welvarend eiland met een inwoneraantal van 829.903 (2010) inwoners. Deze welvaart dankt het eiland vooral aan het toerisme, Réunion is vooral een geliefde locatie onder bergbeklimmers en natuurliefhebbers. Grote trekpleisters zijn de vulkaan Piton de la Fournaise en het strand van Boucan-Canot. Omdat Réunion een Frans departement is, maakt het deel uit van de Europese Unie.
Er zijn twee luchthavens op Réunion. De luchthaven Réunion Roland Garros nabij Saint-Denis aan de noordzijde is de belangrijkste, Saint-Pierre Pierrefonds is een kleinere luchthaven aan de zuidkant van het eiland.

## Politiek
Réunion is een Frans overzees departement (département d'outre mer). Het bestuur wordt geleid door Cyrille Melchior, president van de algemene raad, en Didier Robert, president van de regionale raad. Binnen de Europese Unie heeft het eiland de status van ultraperifere regio en maakt het dus integraal onderdeel uit van de Europese Unie. Réunion valt echter niet onder de Schengenakkoorden. Andere Europese akkoorden, bijvoorbeeld gratis roaming, gelden wel in Réunion.
Nadat het naburige Mauritius in 1968 onafhankelijk werd,  begonnen in de vroege jaren 70 van de twintigste eeuw linkse groepen op het eiland te opereren, met als doel onafhankelijkheid of autonomie van het eiland te verkrijgen.

## Taal
In Réunion worden, naast enkele belangrijke immigrantentalen, drie talen gesproken. Veruit de meest overheersende taal is het Réunions Creools, zoals de naam al zegt is dat een Creoolse taal die van het Frans is afgeleid. Verder wordt er in mindere mate Tamil, Hakka, Kantonees, Standaardmandarijn en Frans gesproken. Hoewel het Frans de officiële taal is, is het op de immigrantentalen na de kleinste taal van het land.

## Demografie
| 1671 schatting                                    | 1696 schatting | 1704 schatting | 1713 schatting | 1717 schatting | 1724 schatting | 1764 schatting | 1777 schatting | 1789 schatting |
| ------------------------------------------------- | -------------- | -------------- | -------------- | -------------- | -------------- | -------------- | -------------- | -------------- |
| 90                                                | 269            | 734            | 1.171          | 2.000          | 12.550         | 25.000         | 35.100         | 61.300         |
| 1826 schatting                                    | 1830 schatting | 1848 schatting | 1849 schatting | 1860 schatting | 1870 schatting | 1887 census    | 1897 census    | 1926 census    |
| 87.100                                            | 101.300        | 110.300        | 120.900        | 200.000        | 212.000        | 163.881        | 173.192        | 182.637        |
| 1946 census                                       | 1954 census    | 1961 census    | 1967 census    | 1974 census    | 1982 census    | 1990 census    | 1999 census    | 2007 schatting |
| 241.708                                           | 274.370        | 349.282        | 416.525        | 476.675        | 515.814        | 597.823        | 706.300        | 793.000        |
| Gebaseerd op census en schattingen van het INSEE. |                |                |                |                |                |                |                |                |

Op 1 januari 2022 had Réunion 881.348 inwoners.
Een kwart van de bevolking is van Europese afkomst, de Indiërs vormen bijna een kwart van de bevolking, de Chinezen vormen met een aantal van 25.000 ongeveer drie procent van de bevolking. Een deel van de bevolking is van gemengde Afrikaans-Malagassische afkomst.

## Geografie

### Ligging
Réunion is een eiland in de westelijke Indische Oceaan op 21 graden zuiderbreedte en 55,5 graden oosterlengte. Het ligt op het zuidelijk halfrond, 684 km ten oosten van Madagaskar.
Réunion is het meest westelijke eiland van de Mascarenenarchipel die ook Mauritius omvat, 172 km oost-noordoost, en Rodrigues, beide deel uitmakend van de Republiek Mauritius. De Mascarenen zijn van oudsher verbonden met het Afrikaanse continent.

### Geologie
Réunion is een vulkanisch eiland dat zo'n drie miljoen jaar geleden is ontstaan met de opkomst van de vulkaan Piton des Neiges, die vandaag de dag, op een hoogte van 3.070,50 m, de hoogste piek is van de Mascarenen en de Indische Oceaan. Het oosten van het eiland wordt gevormd door de Piton de la Fournaise, een veel recentere vulkaan (500.000 jaar oud) die wordt beschouwd als een van de meest actieve op de planeet. Het landgedeelte van het eiland vertegenwoordigt slechts een klein percentage (ongeveer 3%) van de onderwaterberg die het vormt.
Naast het vulkanisme wordt het reliëf van het eiland zeer ruw gemaakt door actieve erosie. In het centrum bevinden zich dus drie uitgestrekte, door erosie gegraven ketens (Salazie, Mafate en Cilaos) en de hellingen van het eiland worden doorkruist door talrijke geulgraven rivieren, die naar schatting minstens 600 diep zijn en waarvan de bergflanken tot op enkele honderden meters diepte zijn uitgesleten.
Het oude massief van de Piton des Neiges wordt gescheiden van het massief van de Fournaise door een kloof die gevormd wordt door de Plaine des Palmistes en de Plaine des Cafres, een doorgang tussen het oosten en het zuiden van het eiland. Afgezien van de vlakten zijn de kustgebieden over het algemeen de meest vlakke gebieden, vooral in het noorden en westen van het eiland. De kustlijn van het wilde zuiden is echter steiler.
Tussen de kuststrook en de hoogten bevindt zich een glooiende overgangszone waarvan de hellingsgraad aanzienlijk varieert voordat men aankomt op de bergkammen van de keteldalen of de Enclos, de caldera van de Piton de la Fournaise.

### Klimaat
Réunion wordt gekenmerkt door een vochtig tropisch klimaat dat wordt getemperd door de oceanische invloed van de passaatwinden die van oost naar west waaien. Het klimaat van het eiland wordt gekenmerkt door de grote variabiliteit, met name door het imposante reliëf van het eiland, dat aan de basis ligt van vele microklimaten. Als gevolg daarvan zijn er sterke verschillen in de neerslag tussen de bovenwindse kust in het oosten en de benedenwindse kust in het westen, en in de temperatuur tussen de warmere kustgebieden en de gebieden met een relatief koele ligging.
Er zijn twee verschillende seizoenen op Réunion, die worden bepaald door het regenregime:
- een regenseizoen van januari tot maart, waarin het grootste deel van het jaar regen valt;
- een droog seizoen van mei tot november. Op het oostelijke deel en de uitlopers van de vulkaan kunnen de regens echter ook in het droge seizoen belangrijk zijn;
- de maanden april en december zijn overgangsmaanden, soms erg regenachtig maar soms ook erg droog.

De Pointe des Trois Bassins, gelegen aan de kustlijn van de gemeente Trois-Bassins (in het westen), is het droogste station met een normale jaarlijkse neerslag van 447,7 mm, terwijl Le Baril in Saint-Philippe (zuid-oosten) het natste kuststation is met een normale jaarlijkse neerslag van 4.256 mm. Het natste station ligt echter in Sainte-Rose met een gemiddelde jaarlijkse neerslag van bijna 11.000 mm, waardoor het een van de natste plaatsen ter wereld is.
De temperaturen op het eiland zijn het hele jaar door zeer mild. De temperatuurverschillen tussen de beide seizoenen is inderdaad relatief laag (zelden meer dan 10 °C), maar wel gevoelig:
- in het warme seizoen (november tot april): de gemiddelde minima variëren over het algemeen tussen 21 en 24 °C, en de gemiddelde maxima tussen 28 en 31 °C, aan de kust. Op 1.000 m schommelen de gemiddelde dieptepunten tussen 10 en 14 °C en de gemiddelde hoogtepunten tussen 21 en 24 °C;
- in het koele seizoen (mei tot oktober): de temperaturen variëren op zeeniveau, van 17 tot 20 °C voor de gemiddelde minima en van 26 tot 28 °C voor de gemiddelde maxima. Op 1.000 m ligt het gemiddelde minimumbereik tussen 8 en 10 °C en het gemiddelde maximum tussen 17 en 21 °C.

In bergdorpen, zoals Cilaos en La Plaine-des-Palmistes, variëren de gemiddelde temperaturen tussen 12 °C en 22 °C. In de gebieden met de hoogste habitats en in natuurgebieden op grote hoogte kan er in de winter sneeuw vallen. In 2003 en 2006 werd zelfs sneeuw waargenomen op Piton des Neiges en Piton de la Fournaise.
Het eiland ligt in het tropische bekken van de zuidwestelijke Indische Oceaan: tijdens het cycloonseizoen, dat officieel loopt van november tot april, kan het eiland worden getroffen door cyclonen met een windsterkte van meer dan 200 km/u en stortregens veroorzaken. Het RSMC (Regional Specialized Meteorological Centre) op het eiland is sinds 1993 door de Wereld Meteorologische Organisatie (WMO) gemachtigd om permanent toezicht te houden op de activiteit van de tropische cycloon in het hele zuidwestelijke deel van de Indische Oceaan. Het doet dat niet alleen voor het eiland, maar ook voor vijftien landen in de bredere omgeving.

### Cijfers
- Hoogste punt: Piton des Neiges (3 069 m)
- Kustlijn: 207 km
- Oppervlakte: 2.513 km² (ongeveer even groot als de Nederlandse provincie Drenthe)
  - Land: 2 502 km²
    - Geïrrigeerd: 60 km²

  - Water: 8 km²

### Caldera's
- Cirque de Cilaos
- Cirque de Mafate
- Cirque de Salazie

### Vulkanen
- Piton de la Fournaise (2 631 m)
- Piton des Neiges (3 069 m)

## Fauna en flora
Het eiland wordt gekenmerkt door een gevarieerde fauna en flora, hoewel lokaal bedreigd door geïntroduceerde soorten die invasief zijn geworden. Er zijn geen grote wilde zoogdieren. Aan de andere kant staan er veel endemische soorten op de lijst. Vaak worden ze, net als hun leefomgeving, bedreigd door urbanisatie.
Het eiland kent twee nationale parken: het Parc national de La Réunion en het Parc marin de La Réunion.

## Bestuurlijke indeling
Réunion is een Frans overzees departement (nummer 974). De hoofdstad is Saint-Denis.
Het departement is onderverdeeld in 4 arrondissementen, 25 kantons en 24 gemeenten.
De vier arrondissementen van Réunion zijn:
- Arrondissement Saint-Benoît
- Arrondissement Saint-Denis
- Arrondissement Saint-Paul
- Arrondissement Saint-Pierre

Een overzicht van de kantons is te vinden op kantons van Réunion en van gemeenten op de lijst van gemeenten in Réunion.

## Economie
De economie van Réunion is sinds het begin van de 19e eeuw uitsluitend gebaseerd op de suikerrietindustrie, toen deze de koffieteelt verdrongen. Het ligt aan de basis van de ontwikkeling van de grote industriële groepen van het eiland Réunion, zoals Bourbon of Quartier Français.
Anno 2020 wordt er tussen de 26 en 30 duizend hectaren bezet door dit gewas, dat nog steeds meer dan 12.000 directe en indirecte arbeidsplaatsen biedt. De groei van de verstedelijking is een van de belangrijkste bedreigingen voor de suikerrietindustrie op het eiland Réunion. Een andere ernstige bedreiging is de voortdurende vermindering van de nationale en Europese subsidies aan de sector.
In 2004 werd twee miljoen ton suikerriet geoogst. Dit maakt het mogelijk om 220.000 ton suiker te produceren. Veel secundaire producten worden gevaloriseerd. Bagasse wordt gebruikt om thermische energie te produceren (13,3% van de elektriciteitsproductie op het eiland). De 70.000 ton melasse die jaarlijks wordt geproduceerd, kan uiteindelijk worden gebruikt voor de productie van 2.900 ton bio-ethanol.
Andere relatief ontwikkelde gewassen op het eiland zijn onder andere ananas, geraniums en vanille, waarvan het eiland ooit de grootste producent ter wereld was, dankzij de ontdekking van Edmond Albius. Vandaag de dag wordt de productie van koffie ("Bourbon pointu", top-of-the-range koffie) nieuw leven ingeblazen. Er zijn ook lycheeplantages, waarvan de export en marketing gedeeltelijk is stopgezet vanwege niet nagekomen beloften van staatssteun.
De visserij is een sector in volle ontwikkeling, dankzij de exploitatie door de Réunionese visserijbedrijven van de visbestanden van de Franse Zuidelijke en Antarctische Gebieden, ver ten zuiden van het eiland. Antarctische diepzeeheek en kreeften zijn de belangrijkste producten die in dit gebied worden gevist.
Toerisme, informatietechnologie en meer in het algemeen de hele tertiaire sector domineren het lokale economische weefsel en zorgen voor het grootste aantal banen. In 2004 verwelkomde het eiland 430.000 buitenlandse toeristen. Réunion trekt veel familiale toeristen, mensen die op bezoek komen naar familie of vrienden die op het eiland wonen.

## Geboren op Réunion
- Charles Leconte de Lisle (1818–1894), dichter
- Roland Garros (1888-1918), luchtvaartpionier en oorlogsheld
- Raymond Barre (1924-2007), econoom en politicus (premier van Frankrijk 1976-1981)
- Michel Houellebecq (1956 of 1958), schrijver
- Jackson Richardson (1969), handbalspeler, wereldkampioen
- Dimitri Payet (1987), voetballer

Algerije · Angola · Benin · Botswana · Burkina Faso · Burundi · Centraal-Afrikaanse Republiek · Comoren · Congo-Brazzaville · Congo-Kinshasa · Djibouti · Egypte · Equatoriaal-Guinea · Eritrea · Ethiopië · Gabon · Gambia · Ghana · Guinee · Guinee-Bissau · Ivoorkust · Kaapverdië · Kameroen · Kenia · Lesotho · Liberia · Libië · Madagaskar · Malawi · Mali · Marokko · Mauritanië · Mauritius · Mozambique · Namibië · Niger · Nigeria · Oeganda · Rwanda · Sao Tomé en Principe · Senegal · Seychellen · Sierra Leone · Soedan · Somalië · Swaziland · Tanzania · Togo · Tsjaad · Tunesië · Zambia · Zimbabwe · Zuid-Afrika · Zuid-Soedan
01 Ain · 02 Aisne · 03 Allier · 04 Alpes-de-Haute-Provence · 05 Hautes-Alpes · 06 Alpes-Maritimes · 07 Ardèche · 08 Ardennes · 09 Ariège · 10 Aube · 11 Aude · 12 Aveyron · 13 Bouches-du-Rhône · 14 Calvados · 15 Cantal · 16 Charente · 17 Charente-Maritime · 18 Cher · 19 Corrèze · 2A Corse-du-Sud · 2B Haute-Corse · 21 Côte-d'Or · 22 Côtes-d'Armor · 23 Creuse · 24 Dordogne · 25 Doubs · 26 Drôme · 27 Eure · 28 Eure-et-Loir · 29 Finistère · 30 Gard · 31 Haute-Garonne · 32 Gers · 33 Gironde · 34 Hérault · 35 Ille-et-Vilaine · 36 Indre · 37 Indre-et-Loire · 38 Isère · 39 Jura · 40 Landes · 41 Loir-et-Cher · 42 Loire · 43 Haute-Loire · 44 Loire-Atlantique · 45 Loiret · 46 Lot · 47 Lot-et-Garonne · 48 Lozère · 49 Maine-et-Loire · 50 Manche · 51 Marne · 52 Haute-Marne · 53 Mayenne · 54 Meurthe-et-Moselle · 55 Meuse · 56 Morbihan · 57 Moselle · 58 Nièvre · 59 Noorderdepartement · 60 Oise · 61 Orne · 62 Pas-de-Calais · 63 Puy-de-Dôme · 64 Pyrénées-Atlantiques · 65 Hautes-Pyrénées · 66 Pyrénées-Orientales · 67 Bas-Rhin · 68 Haut-Rhin · 69D Rhône · 69M Métropole de Lyon · 70 Haute-Saône · 71 Saône-et-Loire · 72 Sarthe · 73 Savoie · 74 Haute-Savoie · 75 Parijs · 76 Seine-Maritime · 77 Seine-et-Marne · 78 Yvelines · 79 Deux-Sèvres · 80 Somme · 81 Tarn · 82 Tarn-et-Garonne · 83 Var · 84 Vaucluse · 85 Vendée · 86 Vienne · 87 Haute-Vienne · 88 Vosges · 89 Yonne · 90 Territoire de Belfort  · 91 Essonne · 92 Hauts-de-Seine · 93 Seine-Saint-Denis · 94 Val-de-Marne · 95 Val-d'Oise
Départements d'outre-mer: 971 Guadeloupe · 972 Martinique · 973 Guyane · 974 Réunion · 976 Mayotte